# 圣克里斯托尔 (埃罗省)
圣克里斯托尔（法語：Saint-Christol，法語發音：[sɛ̃ kʁistɔl]）是法国埃罗省的一个旧市镇，位于该省东部，属于蒙彼利埃区。2019年1月1日，圣克里斯托尔与市镇韦拉尔格合并为新市镇昂特尔维涅，圣克里斯托尔为新市镇行政中心。

## 地理
圣克里斯托尔（43°43'40"N, 4°4'47"E）面积11.29 平方千米，位于法国奧克西塔尼大區埃罗省，该省份为法国南部沿海省份，南濒地中海，西南接奥德省，西北接塔恩省和阿韦龙省，东北与加尔省接壤。
与圣克里斯托尔接壤的市镇（或旧市镇、城区）包括：布瓦斯龙、吕内勒维耶勒、雷斯坦克利耶尔、圣热涅斯德穆尔格、圣塞列斯、韦拉尔格。
圣克里斯托尔的时区为UTC+01:00、UTC+02:00（夏令时）。

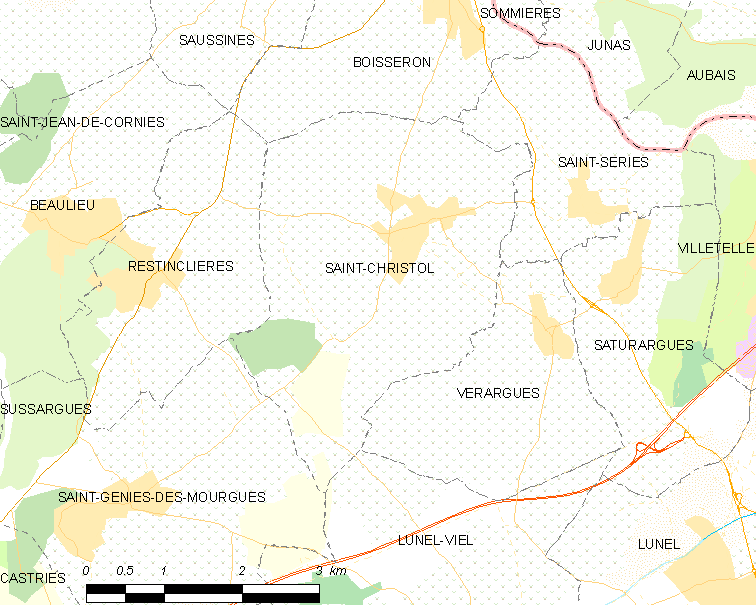
圣克里斯托尔的OSM定位图

## 行政
圣克里斯托尔的邮政编码为34400，INSEE市镇编码为34246。

## 政治
圣克里斯托尔所属的省级选区为吕内勒县。

## 交通
埃罗省省道D105线和D118线在镇中心交汇，省道D171线经过境内南部。

## 人口

1962-2008年间圣克里斯托尔人口变化图示

圣克里斯托尔于2018年1月1日时的人口数量为1380人。